# Eugen Seiterle
Eugen Seiterle (født 7. december 1913, død 23. november 1998) var en schweizisk håndboldspiller som deltog under Sommer-OL 1936.
Han var en del af det schweiziske håndboldlandshold, som vandt en bronzemedalje. Han spillede i tre kampe.